# Нью-Мексико
Нью-Ме́ксико (англ. New Mexico, ісп. Nuevo México, навахо Yootó Hahoodzo) — штат на Південному Заході США; 314,9 тис. км², 1,6 млн мешканців (22 % мексиканського походження); адміністративний центр — Санта-Фе, головні міста: Альбукерке, Лас-Крусес, Розвелл.

## Географія
Рельєф височинно-гористий (Скелясті гори), понад 75 % території знаходиться на висоті 1200 м над рівнем моря, найвища в горах точка Вілер пік, рівнини, печери, прерії, напівпустелі; у горах негусті ліси.
Незважаючи на своє популярне зображення як переважно посушливої пустелі, Нью-Мексико має один з найрізноманітніших ландшафтів серед усіх штатів США, починаючи від широких коричневих пустель і зелених луків, закінчуючи розбитими горами й високими засніженими вершинами. Близько третини штату вкриті лісовими масивами, а на півночі переважають густі ліси та гірські пустелі. Гори Сангре-де-Крісто, найпівденніша частина Скелястих гір, пролягають приблизно з півночі на південь уздовж східної сторони Ріо-Гранде, на суворій, скотарській півночі. Великі рівнини простягаються до східної частини штату, особливо до Льяно Естакадо ("Рівнина на рівнинах"), чия крайня західна межа позначена схилом хребта Мескалеро. У північно-західному квадранті штату Нью-Мексико домінує плато Колорадо, яке характеризується унікальними вулканічними утвореннями, сухими луками та чагарниками, відкритими лісами з піньон-ялівцем і гірськими лісами. На півдні простягається пустеля Чіуауа, яка є найбільшою в Північній Америці.

## Мовний склад населення (2010)
| Мови                 | Частка людей старше 5 років, % |
| -------------------- | ------------------------------ |
| Англійська           | 63,96                          |
| Іспанська            | 28,45                          |
| Навахо               | 3,50                           |
| Кереські мови        | 0,68                           |
| Зуні                 | 0,48                           |
| Інші індіанські мови | 0,47                           |
| Німецька             | 0,40                           |
| Французька           | 0,22                           |
| В'єтнамська          | 0,20                           |
| Китайська            | 0,20                           |
| інші                 | 1,44                           |

## Особливості
Великі рівнини; Скелясті гори, Ріо Гранде, Карлсбадські печери; ядерний і космічний дослідницький центр Лос-Аламос; ракетний полігон Уайт Сендс (також використовується для шаттлів), гори Сангре де Крістос; колонія Таосарт, індійські резервації племен навахо і хопі.

## Економіка
У сільському господарстві переважає вирощування пшениці, кукурудзи, фруктів та овочів, бавовни; розвинене вівчарство.
Видобувна промисловість (руди урану, міді, молібдену, калію, нафти, природного газу); деревообробка, виробництво харчових продуктів; туризм.

## Відомі люди
Кіт Карсон, Джорджія О'кіфф.

## Історія
Був досліджений Франциско де Коронадо для Іспанії в 1540—1542 роках, іспанські поселення на Ріо Гранде виникли в 1668 році, Санта-Фе заснований у 1610 році; велика частина території відійшла до США в 1848 році.
6 січня 1912 року Нью-Мексико став 47-м за ліком штатом США.
Перша атомна бомба, експериментальний зразок, була випробувана в пустелі біля Аламогордо 16 липня 1945 р.

## Галерея

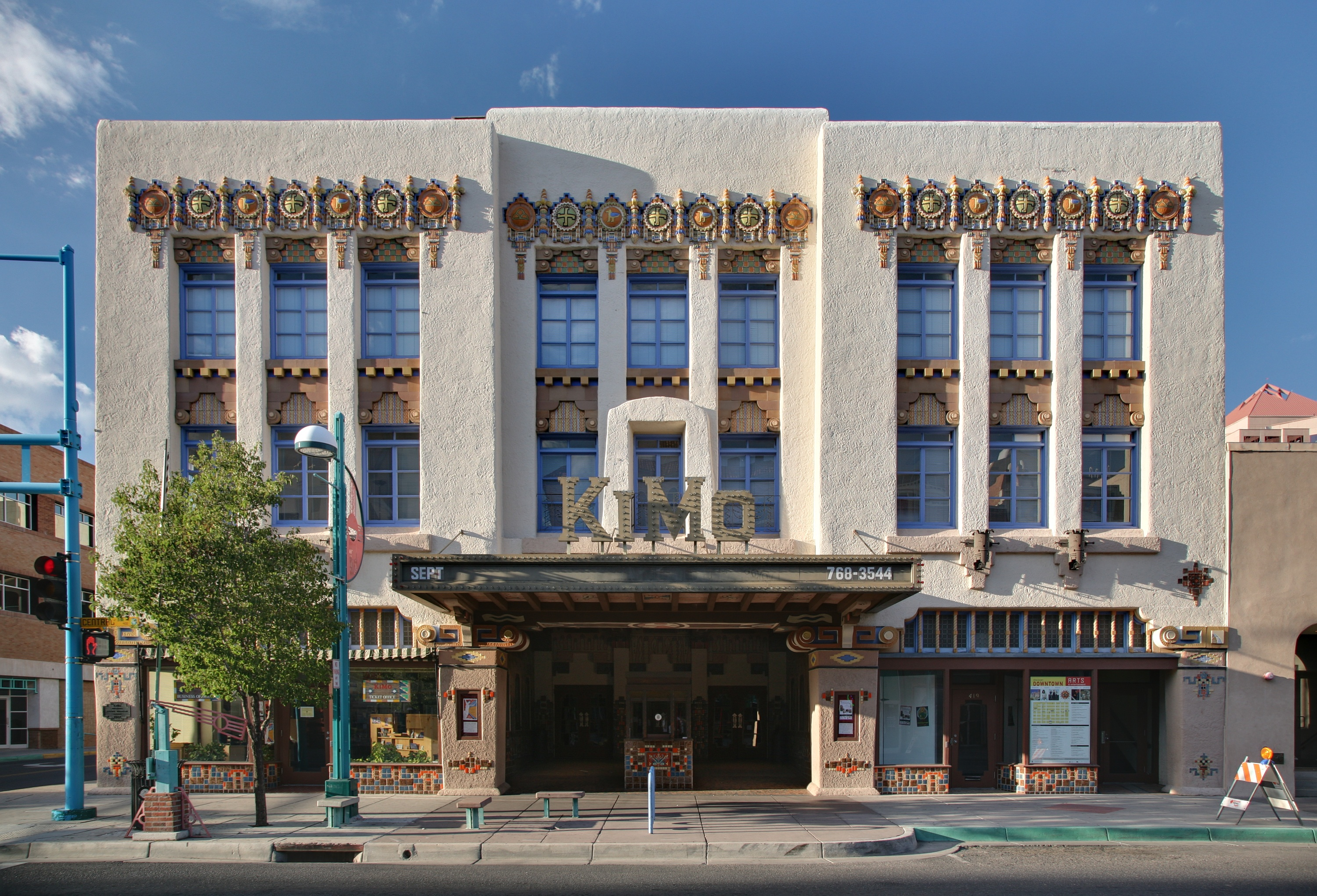
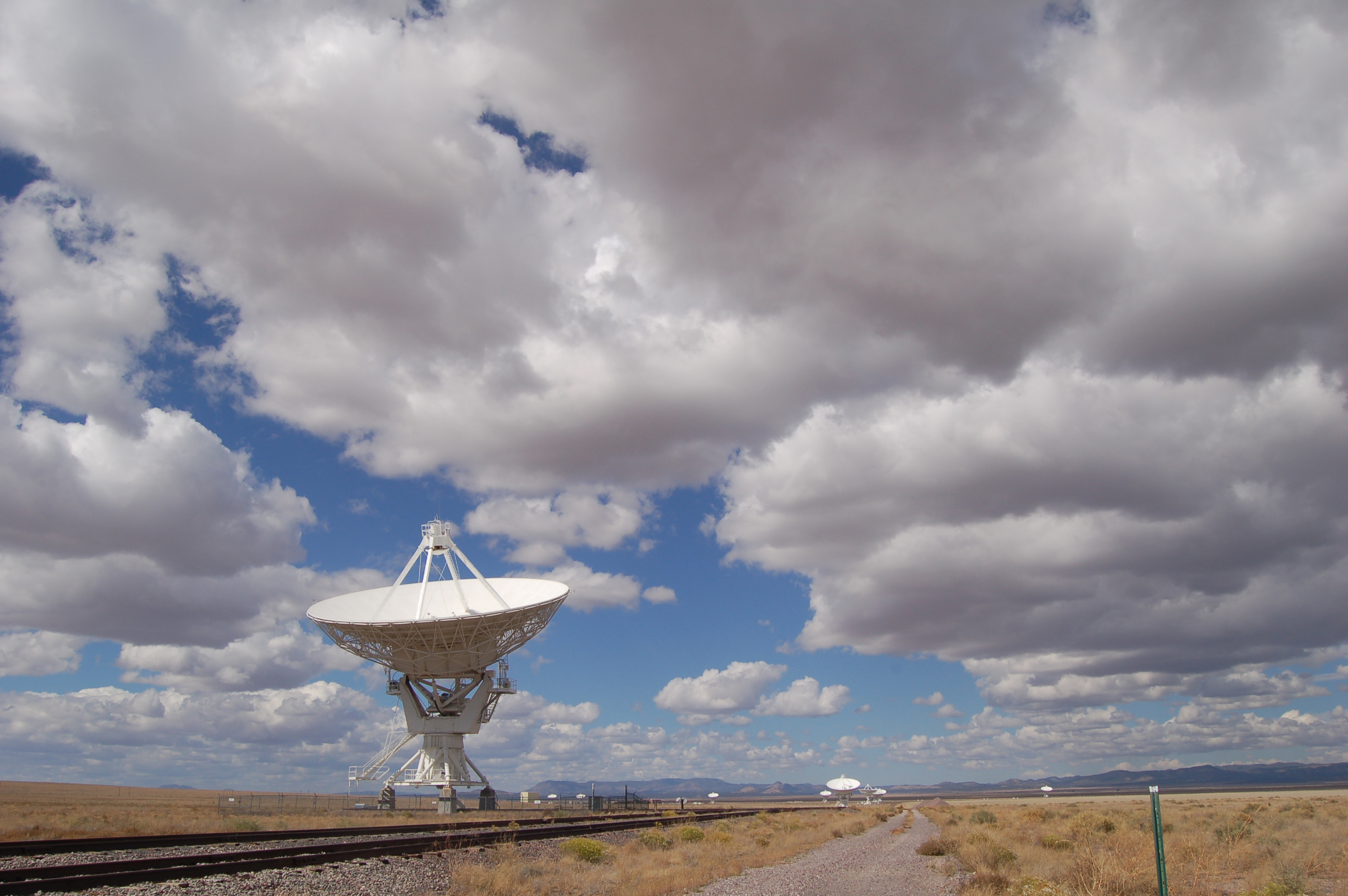
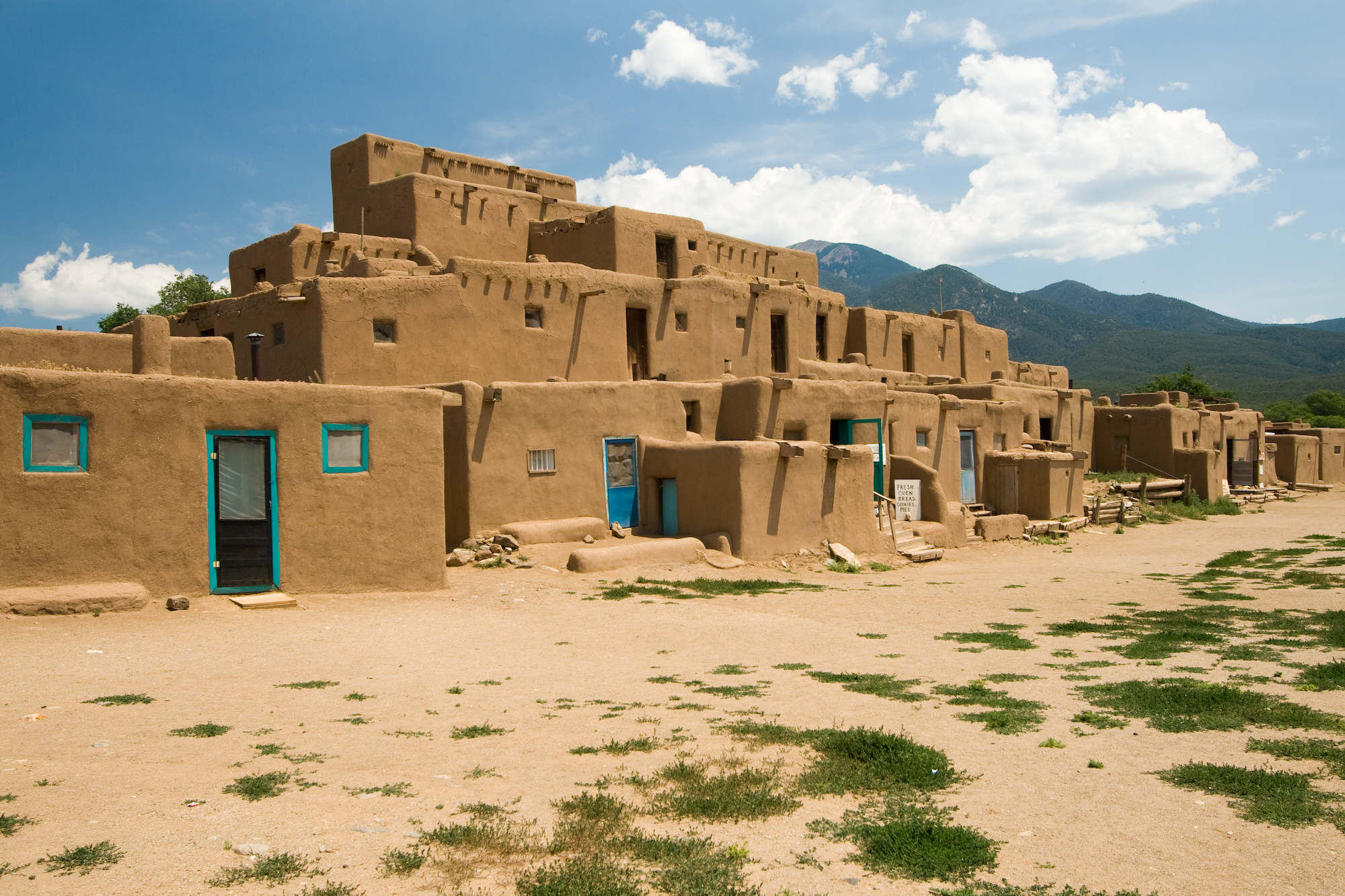